# 生野ひかる
生野 ひかる（いくの ひかる、11月30日-)は、日本のAV女優。ディアスグループ所属。

## 略歴・人物
青森県出身。
2019年5月、Fitch専属女優としてデビューした巨乳AV女優。
2020年7月7日をもって引退。

## 出演作品

### アダルトDVD
2019年
- 18歳 天然Hcup素人 青森から上京したての純粋な爆乳女子大生AVデビュー（5月1日、Fitch）
- ド田舎で発掘!! 中出しのハードルが異常に低いSEX大好きGカップ逸材娘と生で一晩中ハメまくったAV。（5月13日、E-BODY）※「ひかる」名義
- オヤジのハメ撮りドキュメント ねっとり濃厚に貪り尽くす体液ドロドロ汗だく性交（6月1日、Fitch）
- 第一回 隠れ巨乳発掘コンテスト（8月9日、赤面女子）※「ひかる」名義　他出演:まいな、りお、もあ
- おっぱいの大きなうぶっこ女子●生が挑戦! 一回り以上年上のお兄さんに、よちよちバブバブさせてあげて、お小遣い1年分もらいませんか? さらに!おちんちんの先から白い液出せたらお小遣い10年分!（9月27日、S級素人）※「ひかる」名義　他出演:まいな、もな、りお
- 私のお兄ちゃんうっかり中に出し兵衛とちゃっかり中に出し兵衛 外に出してってアレほど言ったじゃない! 妹の爆乳は一見にしかず! おわん型巨乳美少女【ひかる】 Hカップ98cm（10月13日、チェリーズれぼ）※「ひかる」名義
- ナンパTV×PRESTIGE PREMIUM 20（10月25日、プレステージ）※「ひかる」名義　他出演:りあ、リン、さき、りりか、ももは、なつか、夏帆、愛、さりな
- 巨乳水着ギャルばかりを狙う海の家ナンパエステ 17（12月1日、変態紳士倶楽部）他出演:月宮ねね、富井美帆、辻井ほのか、永瀬愛菜、加賀美まり
- 完全盗撮 同じアパートに住む美人妻2人と仲良くなって部屋に連れ込んでめちゃくちゃセックスした件。其の37（12月1日、変態紳士倶楽部）他出演:赤瀬尚子
- 同じマンションの制服女子を連れ去り固定バイブの電池が切れるまでイっても止めない身動き不可能の拘束放置アクメで完堕ちさせた件。 2（12月1日、変態紳士倶楽部）他出演:阿部乃みく、あおいれな、桐山結羽、初美りん、深田結梨、雪乃凛央、赤瀬尚子、永瀬愛菜、辻井ほのか ほか
- SUKESUKE 15 恥部上場! 日本SUKESUKE商事（12月6日、SUKESUKE）
- おっぱいで超誘惑してくる新人セクキャバ嬢（12月7日、unfinished）
- ナマSTYLE@ひかる ＃Hカップ ＃女子大生 ＃初めての生円光 ＃超絶キツマン ＃大量中出し  (12月27日、First Star)

2020年
- 母の親友 (1月1日、VENUS)
- むちむちデカ尻 神ブルマ 生野ひかる ロリ美少女やぽっちゃり娘にピチピチブルマ&体操着を着せ、ハミパン、ムレムレワレメを毛穴まで見えるほどの超ドアップ接写!さらに尻コキ、着衣お漏らし放尿やブルマぶっかけ、生中出し等ブルマ好きに送る完全着衣フェチAV (1月9日、親父の個撮)
- 悩殺‘癒し痴女’お姉さん (1月19日、ゲインコーポレーション)
- 円光女子●生 はじめての種付け孕ませ (2月25日、ホームルーム) 他出演:中条カノン、加賀美まり
- はだかの家政婦 全裸家政婦紹介所 (5月1日、プラネットプラス)
- 勃起したままの男を肉感騎乗位エステで何度も射精させる爆乳エステティシャンVOL.2 (5月8日、DANDY) 他出演:麻倉ゆあ、ちなみん

### アダルトVR
2019年
- 超画質革命!ムラムラしちゃった新人Gcupエステ嬢が本番禁止のお店でこっそり生ハメ! 誰にも言えない秘密の中出しOILエステサロン (12月20日、こあらVR)

### アダルトサイト
MGS動画
- マジ軟派、初撮。 1377 金欠大学生を狙って『箱の中身はなんだろな』ゲーム!賞金に目がくらんでいつの間にかチ○ポをニギニギ!あたふたしてるうちに服をヌギヌギ!（ナンパTV）※「ひかる」名義
- 爆乳JD×スク水＝最強!!…ぴっちりワンピに激えろパイスラで歩くひかるちゃんは付き合ったらめんどくさいけどセフレにしたら最高の女子大生!?ゲーム対決の罰ゲームでスク水を着せたら破裂寸前の爆乳×真っ白スベスベもち肌が露わに!触らずにはいられないヤラシイ体をひかるちゃんがフラフラになるまで好き放題しちゃいました!の巻。：パコパコ女子大学 女子大生とトラックテントでバイト即ハメ旅 Report.105（プレステージ プレミアム）※「ひかる」名義

GIRL'S BLUE
- g602 生野　光莉

FANZA
- ひかる（俺の素人）

### イメージDVD
- おっぱい☆ぱんち（2019年7月31日、スパイスビジュアル）※「井上優乃」名義

## 雑誌
- 週刊アサヒ芸能 2019年6月6日号（徳間書店） - 「私たち“令和デビュー”しちゃいました」
- 週刊プレイボーイ 2019年7月29日号（集英社） - 「上級乳民!! 新人美巨乳AV女優10人」